# Technische Universität

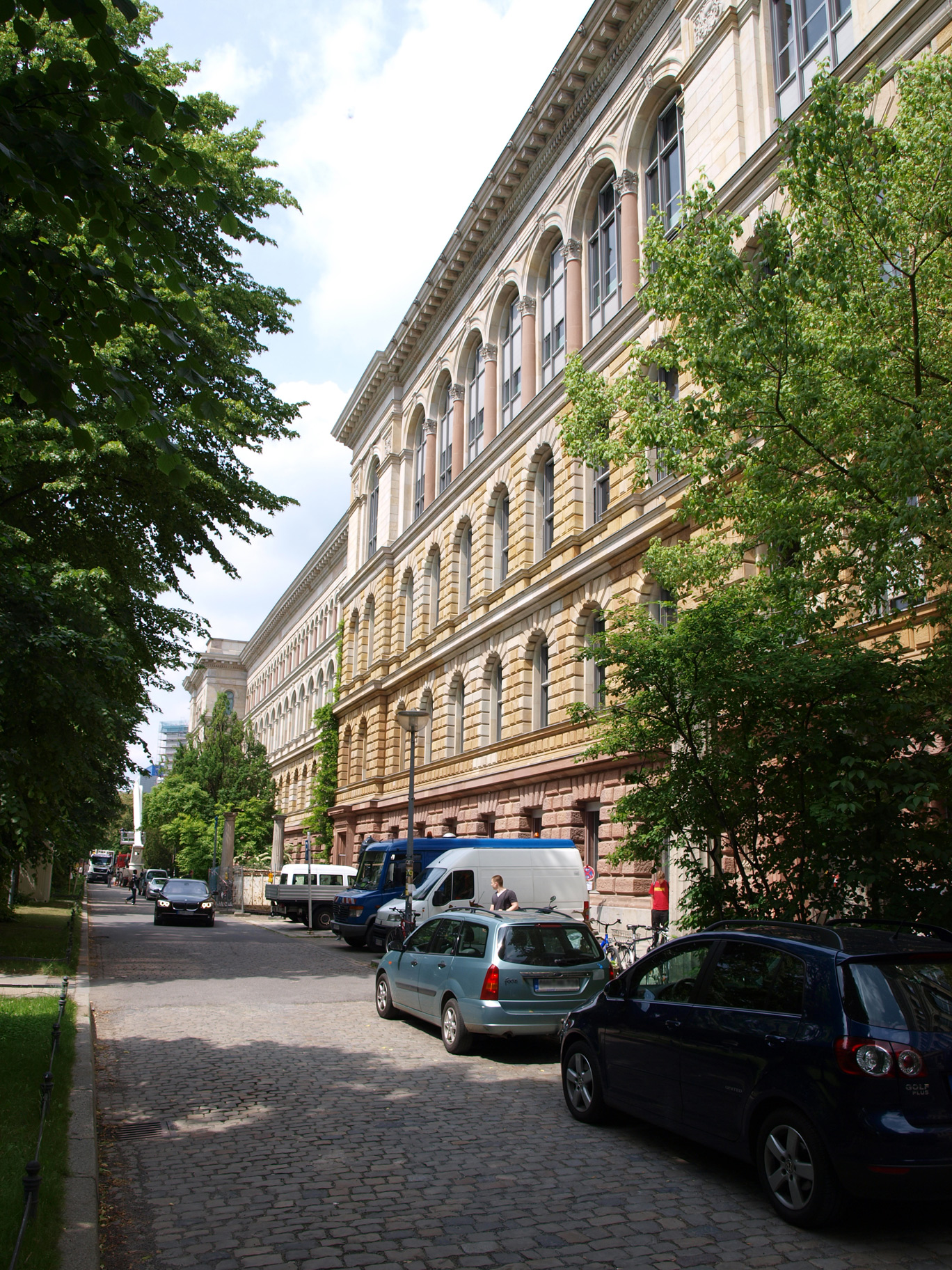
Technische Universität Berlin

Eine Technische Universität (TU) ist eine promotionsberechtigte Hochschule mit einem breiten Angebot an Ingenieurfächern und naturwissenschaftlichen Fächern, zumeist ergänzt um weitere Fächer.
Der Vorläufer der Technischen Universitäten waren die Technischen Hochschulen. Die Bezeichnung erhielten die Institutionen der höheren technischen Bildung im deutschen Sprachraum seit den 1870er Jahren. In den 1970er und 1980er Jahren wandelte sich der Großteil der Technischen Hochschulen in Technische Universitäten um. Die Umwandlung brachte ihnen neben dem von Politik und Wirtschaft gewünschten Prestigegewinn auch einen stärkeren Anteil an Grundlagenforschung und die Ergänzung um begleitende Fächer, z. B. aus den Bereichen Philosophie, Kommunikationswissenschaft, Soziologie und Wirtschaftswissenschaften.

## Geschichte
Die Geschichte der Technischen Universitäten hängt sehr stark mit der Entwicklung der Technischen Hochschulen zusammen. Diese Bezeichnung erhielten die Institutionen der höheren technischen Bildung im deutschen Sprachraum seit den 1870er Jahren. Ab 1899 erhielten sie im Deutschen Reich auch das Recht, die akademischen Grade Diplomingenieur sowie Doktoringenieur zu vergeben. Nach 1945 wurden die meisten dieser Technischen Hochschulen durch Ausbau des Fächerspektrums erweitert und in Technische Universitäten (TU) umgewandelt. Seit 2009 werden vermehrt Fachhochschulen in „Technische Hochschulen“ umbenannt. Ausnahmen, deren Name zwar eine Hochschule andeutet, die Institutionen allerdings Universitätsrang genießen, sind die Rheinisch-Westfälische Technische Hochschule in Aachen sowie die zwei Schweizer Eidgenössischen Technischen Hochschulen in Zürich und Lausanne.
In Ostdeutschland wurden infolge des Hochschulreformprozesses der Nachwendezeit die TH Cottbus, die TH Ilmenau und die Bergakademie Freiberg in Technische Universitäten überführt. Die anderen verbliebenen Technischen Hochschulen (TH Leipzig, TH Köthen, TH Leuna-Merseburg, TH Warnemünde-Wustrow, TH Wismar, TH Zittau, TH Zwickau) wurden aufgelöst, als Fachhochschulen neubegründet bzw. einzelne Fachbereiche dieser Hochschulen in die Universitäten integriert.

## Fakultäten oder Abteilungen
Die übliche Gliederung einer Technischen Universität folgt den „klassischen“ Ingenieurfächern. Im Allgemeinen umfasst das Studienangebot:
- Elektrotechnik mit Energietechnik-, Nachrichtentechnik, Elektronik
- Maschinenbau inklusive Verkehrstechnik (Fahrzeugtechnik, Luft- und Raumfahrttechnik, …), Verfahrenstechnik, Kunststofftechnik usw.
- Bauingenieurwesen
- Architektur
- Mathematik
- Naturwissenschaften
  - Physik
  - Chemie
  - Geodäsie und Geowissenschaften

Ab etwa 1975 kamen die folgenden Fächer hinzu:
- Informatik bzw. Computertechnik
- Satellitentechnik und Raumfahrt (vereinzelt)

Außerdem bildeten sich auch etliche interdisziplinäre Studiengänge heraus:
- Ingenieurinformatik
- Mechatronik
- Werkstoffwissenschaften
- Medientechnologie
- Medizintechnik und Medizinische Informatik
- Optronik
- Technische Physik
- Stadt- und Raumplanung
- Verkehrsingenieurwesen
- Wirtschaftsinformatik
- Wirtschaftsingenieurwesen
- Bio- und Chemieingenieurwesen
- Allgemeine Ingenieurwissenschaften

## Technische Universitäten

### Deutschland
Neun Technische Universitäten Deutschlands haben sich in der Initiative TU9 zusammengeschlossen, die sich insbesondere bei den anstehenden europaweiten Vereinheitlichungen der Abschlüsse öffentlichkeitswirksam zu Wort meldet.
- Rheinisch-Westfälische Technische Hochschule Aachen (TU9)
- Technische Universität Berlin (TU9)
- Brandenburgische Technische Universität Cottbus-Senftenberg
- Technische Universität Braunschweig (TU9)
- Technische Universität Chemnitz
- Technische Universität Clausthal
- Technische Universität Darmstadt (TU9)
- Technische Universität Dortmund
- Technische Universität Dresden (TU9)
- Technische Universität Bergakademie Freiberg
- Technische Universität Hamburg
- HafenCity Universität Hamburg
- Leibniz Universität Hannover (TU9)
- Technische Universität Ilmenau
- Rheinland-Pfälzische Technische Universität Kaiserslautern-Landau
- Karlsruher Institut für Technologie (TU9)
- Technische Universität München (TU9)
- Otto-von-Guericke-Universität Magdeburg
- Universität Stuttgart (TU9)
- Technische Universität Nürnberg (im Aufbau)

### Österreich
Ein Kooperationsabkommen der Technischen Universitäten gibt es auch zwischen den drei österreichischen Institutionen: TU Wien, TU Graz und die Montanuniversität Leoben haben 2010 den Verein TU Austria gegründet, um gemeinsame Forschungsschwerpunkte zu entwickeln, gemeinsam Position zu beziehen und Synergien zu nutzen.
- Technische Universität Graz
- Montanuniversität Leoben
- Technische Universität Wien

### Schweiz
- EPF Lausanne
- ETH Zürich